# Хокума Джаліл кизи Алієва
Хокума Джаліл кизи Алієва (азерб. Hökumə Cəlil qızı Əliyeva; 8 серпня 1991, Сусузлуг — 25 грудня 2024, поблизу Актау) — азербайджанська стюардеса, старший бортпровідник літака Embraer E190 «Азербайджанських авіаліній». Національний герой Азербайджану (2024; посмертно).

## Біографія
Народилася 8 серпня 1991 року в селі Сусузлуг Кельбаджарського району. 1993 року під час Карабаської війни після того, як село Сусузлуг, як і територія всього Кельбаджарського району, перейшли під контроль вірменських сил, родина Алієвих була змушена залишити рідне село. Хокума разом зі своєю сім'єю спочатку тимчасово оселилися в селі Карадемірчі Бардинського району як вимушені переселенці, а 1996 року — переїхали до Росії і деякий час мешкали у Волгоградській області. Тут Хокума навчалася з 1 по 6 клас у школі № 178 міста Волгоград.
Потім сім'я Алієвих повернулися до Азербайджану, переїхавши до Гянджи. Тут закінчила середню школу № 30 імені Вугара Вейсалова, вступила на юридичний факультет Бакинського державного університету, набравши 612 балів із 700 максимальних. Пізніше вона здобула ступень магістра та доктора наук.
2016 року почала працювати в «Азербайджанських авіалініях», спочатку перекладачем, а потім бортпровідником. Алієва збиралася перевестися працювати юристом в компанії й незадовго до загибелі її вже прийняли на роботу. Потерпілий аварію рейс, на якому знаходилася Алієва, повинен був стати одним з останніх її рейсів як бортпровідниці.

### Загибель
25 грудня 2024 року літак Embraer E190 «Азербайджанських авіаліній» виконував пасажирський рейс № 8243 за маршрутом Баку—Грозний. За попередніми результатами розслідування влада Азербайджану й авіакомпанія повідомили, що літак зазнав аварії в Казахстані після «зовнішнього фізичного і технічного впливу». Згідно з азербайджанськими урядовими джерелами, літак був вражений російською ракетою класу «земля-повітря» у момент відбиття атаки українських БПЛА на аеропорт Грозний. Осколки ракети вразили пасажирів і членів екіпажу, вибухнувши поруч з літаком. Одне з азербайджанських джерел, знайомих з ходом розслідування, повідомило агентству Рейтер, що попередні результати показали, що літак був вражений російською системою ППО «Панцир-С», а його системи зв'язку були паралізовані системами радіоелектронної боротьби на підльоті до Грозного. Згідно з цим джерелом, пошкодженому літаку було відмовлено в приземленні в російських аеропортах, попри прохання пілотів про екстрену посадку, і було наказано летіти через Каспійське море убік Актау в Казахстан.

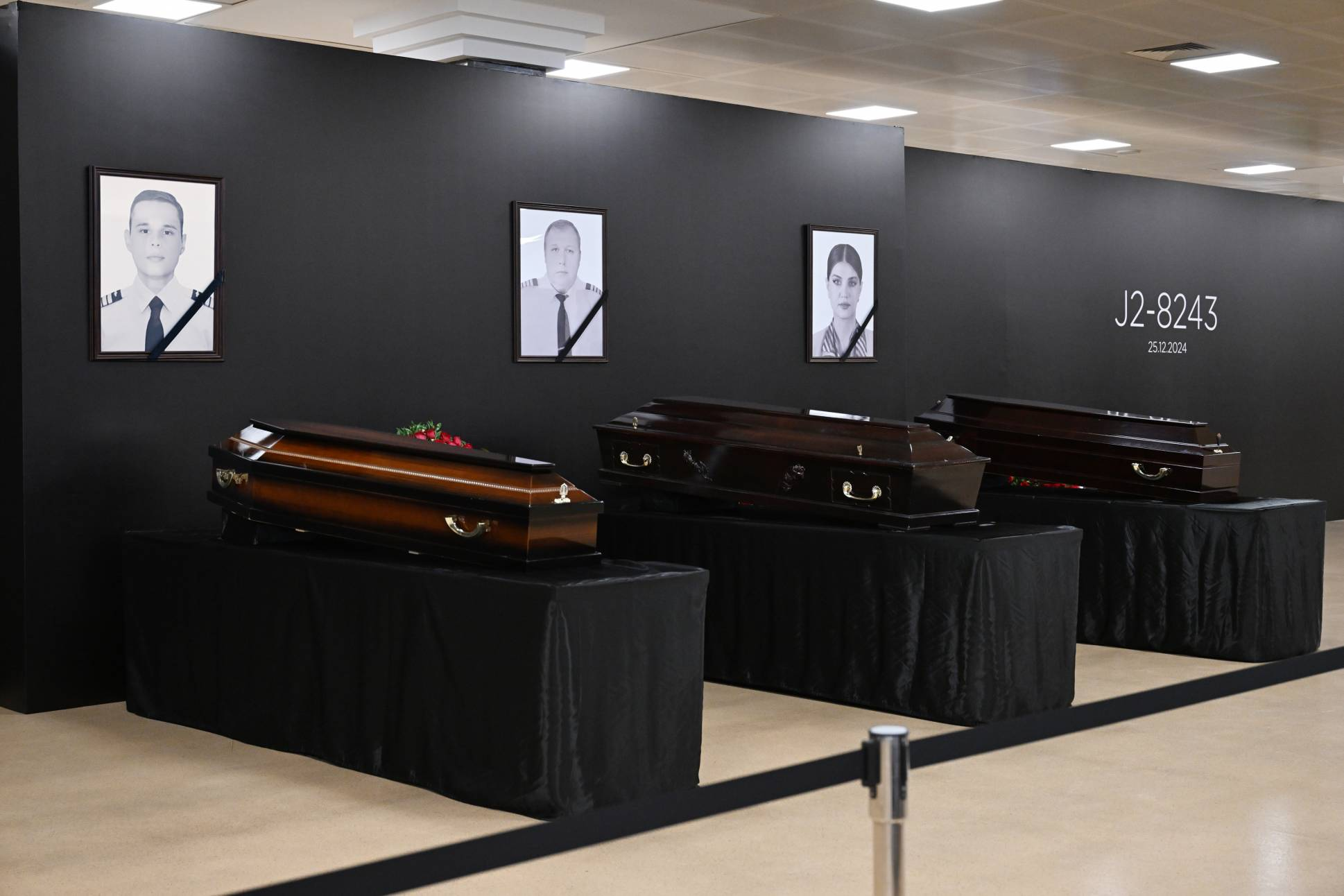
Церемонія прощання із загиблими членами екіпажу рейсу J2-8243 (труна з тілом Алієвої — праворуч). Міжнародний аеропорт імені Гейдара Алієва

На підльоті до Актау, зробивши дві петлі над аеропортом, літак впав поряд зі злітно-посадковою смугою (ВПП) і загорівся. На борту літака знаходилося 67 осіб (62 пасажири та 5 членів екіпажу), з них вижило 29, включно з двома членами екіпажу. Алієва, а також обидва пілоти загинули.
Як пізніше розповів бортпровідник літака Зульфугар Асадов, який вижив, спочатку командир судна Ігор Кшнякін збирався здійснити посадку на воду, оскільки, як сказав йому сам командир літака, йому «порадили» посадити літак в морі, але потім він вирішив здійснити аварійне приземлення на землю. Щоб уникнути втрат серед цивільних, пілоти відвели літак якомога далі від житлових будинків села у бік околиць авіагавані. Хокума Алієва до останнього заспокоювала й інструктувала пасажирів рейсу. У мережу потрапив відеозапис із салону судна на якому чути голос Алієвої:
|  | …Всім пристебнути паски. Шановні пасажири, дійте відповідно до правил. Все буде гаразд. Всім сісти, пристебнути паски. Не стійте у проході. Це небезпечно!Оригінальний текст (азерб.) …Hamı kəmərlərini bağlasın, hörmətli sərnişinlər. Təlimata uyğun hə… hərəkət edin. Hər şey yaxşı olacaq. Hamı əyləşsin, kəmərini bağlasın. Dəhlizdə durmayın. Təhlükəlidir! |

28 грудня, на третій день після катастрофи, з ініціативи російської сторони відбулася телефонна розмова президентів Росії та Азербайджану. Президент Азербайджану Ільхам Алієв під час розмови заявив, що пасажирський літак «Азербайджанських авіаліній», перебуваючи в повітряному просторі Росії, «зазнав зовнішнього фізичного та технічного впливу ззовні та повністю втратив управління, був направлений до казахстанського міста Актау і зміг здійснити аварійну посадку лише завдяки хоробрості та професіоналізму пілотів». Алієв зазначив, що «на фюзеляжі літака є численні пробоїни, пасажири та члени екіпажу, ще перебуваючи в повітрі, отримали поранення від сторонніх частинок, які пробили обшивку і потрапили в салон літака, і що свідчення бортпровідників і пасажирів літака, що вижили, підтверджують факт зовнішнього фізико-технічного впливу». Президент Росії Володимир Путін вибачився перед Ільхамом Алієвим за те, що «трагічний інцидент стався у повітряному просторі Росії», заявивши, що в цей час Грозний, Моздок та Владикавказ атакували українські бойові безпілотні літальні апарати, згадавши також роботу російського ППО, але не визнавши, що саме це стало причиною падіння лайнера.
У ніч проти 29 грудня тіло Хокуми Алієвої спецбортом доставили до Баку. Того ж дня відбулася церемонія прощання з Алієвою й іншими загиблими членами екіпажу, на якій були присутні президент Азербайджану Ільхам Алієв та віцепрезидент країни Мехрібан Алієва. Алієва була похована на II Алеї почесного поховання в Баку.
На момент загибелі була одружена, дітей не мала.

## Нагороди
Розпорядженням президента Азербайджанської Республіки Ільхама Алієва від 29 грудня 2024 року Хокумі Джаліл кизи Алієвій «за високий професіоналізм, мужність і самовідданість, виявлені при виконанні службових обов'язків і порятунку життів пасажирів» під час авіакатастрофи, які відбулася під час виконання рейсу Баку — Грозний пасажирського літака 190 ЗАТ «Азербайджанські авіалінії» було надано звання Національного героя Азербайджану (посмертно). Алієва стала третьою жінкою в історії, вшанована цим найвищим званням.